# Новаковский, Францишек
Франтишек Кандид Новаковский (1813, Познань — 1881) — германский (работал также в России и Австрии) польский педагог, писатель

, журналист, библиотекарь

 и историк. Сын Мартина и Иоанны Козловской.

## Биография
Франтишек Новаковский родился в 1813 году; окончил гимназию им. Марии Магдалины в Познани. Затем учился в Берлинском университете, где по его инициативе были основаны библиотека и читальня с книгами на польском языке. После окончания обучения и получения в 1839 году учёной степени доктора философии вернулся домой и на протяжении 15 лет работал воспитателем детей в семье Франтишека Вегленского. С 1855 года был воспитателем и домашним учителем в имении графов Браницких в Ставище в России.
С 1866 года и до своей смерти был куратором библиотеки Браницких в Сухе. Среди прочего организовал приобретение Александром Браницким в 1851 году коллекции Анджея Козьмиана, коллекцию графических работ купил в 1869 году у Ю. И. Крашевского, а в 1876 году купил библиотеку Кароля Лаского.
Помимо работы библиотекарем занимался также различной общественной деятельностью, связанной с развитием образования. Принимал активное участие в деятельности Общества образования в Кракове (с 1870 года), в Совете друзей образования и в качестве члена-проректора Общества бурс в Кракове. Занимал должность вице-президента школьного совета округа Вадовице в Галиции.
Сопровождал экспедицию Александра Браницкого и Антона Ваги в Нубию и Египет в 1863—1864 годах, в ходе которой пополнил свою коллекцию археологическими и естественнонаучными экспонатами. Из этой поездки привёз ряд букварей и учебников на арабском, персидском и иврите, которые стали основой его коллекции педагогических изданий, книг и букварей, насчитывающей более 1000 работ (в том числе коллекция 220 букварей со всего мира). Педагогическая коллекция после смерти Новаковского была передана Ягеллонской библиотеке, а остальная его библиотека стала частью библиотеки Браницких.
Франтишек Кандид Новаковский был автором нескольких педагогических работ, статей в прессе и труда «Źrodła do dziejów Polski. zebrane i wydane przez Franciszka K. Nowakowskiego» (Берлин, 1841). Опубликовал обнаруженный в Иерусалиме список Яна III Собеского и список польских паломников XV века. Другие известные его работы: «De Demetrio 1 Magnae Rassiae Duce, Ivani filio» (Берлин, 1829), «Torquata Tassa komedyja pasterska, przeloźona na język polski przez nieznajomego autora» (Берлин, 1840), «Jocoseria albo powaznych ludzi piśma i powiesci» (Берлин, 1840).